# 집을 나온 여인
"집을 나온 여인"은 1982년에 개봉한 대한민국의 영화이다.

## 캐스팅
- 윤연경
- 남궁원
- 윤일봉
- 오경아
- 이자영
- 윤진숙
- 이재학
- 박은경
- 김영우
- 최무웅
- 김지영
- 최석
- 김기종
- 이인옥
- 문미봉
- 최성규
- 박용팔
- 김승의
- 안진수
- 김대현
- 한다영
- 이지산
- 사원배
- 오세장
- 양춘
- 성명순
- 이숙희
- 권일정
- 홍윤정
- 여영림
- 오영화
- 정미경
- 오미경